# 高橋宣光
高橋 宣光（たかはし せんこう、1966年- ）は東京都出身のイラストレーター及びアーティストである。
多摩美術大学を卒業後、ニューヨーク・マンハッタンに渡米し、グラフィックデザイナーとして活躍。その後帰国し、アーティストとして活動を開始した。1995年、二科展に初出展。以来10年連続で入選を果たした。美人画、美容関係や展示会のポスター、ワインのラベルをはじめ、基準が厳しいとされるディズニー関係のイラストなどを手掛けている。

## 主な経歴
1985年に玄光社「イラストレーション」チョイス 準入選
1995年に第80回二科展に初出品し初入選。その後10年にわたり、連続入選をはたす。2002年には表参道ハナエモリオープンギャラリーで展覧会開催。（7月20日 - 8月23日）
株式会社玄光社刊『イラストレーション』NO.138に関連記事掲載2003年にマガジンハウス1Ｆギャラリー（銀座）で作品展開催（5月19日 - 30日）
2004年に日本テレビ開局50年記念特別番組ビートたけし氏司会『レオナルド・ダ・ヴィンチの秘密』出演。2005年に第2回アートアカデミー賞入選。2006年に講談社刊（オトコが女になるとき）新刊表紙、ディズニー・パズル原画（マレフィセント・ブルーフェアリーズ）8月に2点同時発売、第33回 国際福祉機器展・ポスター制作（東京ビッグサイト・9月開催）。
2007年にはディズニーランド・シー（来場者限定クリップ・ボタン）デザイン制作。2008年にコカ・コーラ「紅茶花伝」サイトゲームイラストを制作。株式会社 やのまん パズル「光彩・薫風」発売（8月8日）、仏像シリーズ「輝神」発売。2009年にジグソーパズル「舞花・飛翔」発売後、現在5シリーズが日本国内・フランス・シンガポール・台湾で発売。2011年に倖田來未・全国ツアー「Dejavu/デジャヴ」ステージデザイン・イラストレーションを制作。
2012年に米国・ディズニー社から承認を受けて、公認アーティストとしてディズニーアートの制作を開始し、日本テレビ「スッキリ!!」にディズニー公認アーティストとして出演。株式会社玄光社「イラストレーション No.196」で表紙に選ばれ、紙面でも特集される